# أولغا بوفيستكي
أولغا رايسا بوفيتسكي (24 ديسمبر 1877_21 أيار 1948)، هي طبيبة أمريكية من أصول روسية وعالمة في الأحياء الدقيقة ضمن إدارة الصحة في نيويورك، كما عملت أيضاً ضمن مستشفى ميداني في فرنسا أثناء الحرب العالمية الأولى.

## النشأة والخلفية التعليمية
- وُلدت أولغا بوفيتسكي في ليتوانيا التي كانت آنذاك تعتبر جزءًا من الإمبراطورية الروسية، ثم انتقلت إلى العيش في الولايات المتحدة عام 1893 [1] واستقرت هناك حيث كان يعيش شقيقها تشارلز الذي كان يعمل صيدلانيًا في فيلادلفيا.[2] و لمع اسم شقيقتها آنا بافيت بودين كطبيبة أسنان بارزة في مدينة نيويورك.[3]
- تخرجت بوفيستكي من كلية الطب النسائية في بنسلفانيا عام 1901 حيث برز كل من اسمها واسم زميلتها "دورا تشاتيرجي" إلى الأضواء وذلك بعد تناول اسميهما ضمن التقارير الإخبارية عن حفل التخرج آنذاك.[4][5] ثمَّ في عام 1905 نالت درجة الدكتوراة في اختصاص الصحة العامة من جامعة نيويورك.[6]

## المسيرة الأكاديمية
- عملت أولغا بوفيتسكي لفترة قاربت الأربعين عاماً كعالمة أحياء دقيقة ضمن إدارة الصحة في مدينة نيويورك، [7] وفي عام 1914 انضمت إلى آنا فيسيلز ويليامز لإجراء دراسة حول مرض التراخوما لدى أطفال المدارس في مدينة نيويورك.[8] خلال الحرب العالمية الأولى سافرت إلى فرنسا للعمل في مستشفى ميداني نسائي، حيث تم تنظيمه تحت اسم الوحدة الطبية النسائية للخدمة الخارجية وبرعاية الجمعية الوطنية الأمريكية لحق المرأة في التصويت (NAWSA).[9][10] لاحقاً وأثناء وجودها في فرنسا، تلقت تدريبًا متخصصًا في معهد باستور في علاج مرض الغرغرينا الغازية. كما عملت أيضًا في أحد المختبرات في لومان.[6]
- بعد عودتها إلى نيويورك، عملت بوفيتسكي على إنتاج مضاد سموم لذيفان الخناق. في عام 1923 تعاونت مع جوزفين نيل في تطوير مصل لعلاج التهاب السحايا وذلك ضمن مختبر تابع لقسم الصحة بمستشفى ويلارد باركر.[11] نشرت أبحاثها في المجلات الأكاديمية، بما في ذلك "العلوم"، و"أرشيف الطب الباطني"، "مجلة الأمراض المعدية"، "مجلة علم المناعة"، "علم الأحياء التجريبي والطب"، و"المجلة الأمريكية للصحة العامة". كما ألقت محاضرات حول مواضيع الصحة العامة.[6]
- صممت بوفيستكي زجاجة عبارة عن وعاء زجاجي ذي جوانب مسطحة مصّع من مادة البريكس يستخدم لزراعة فيروس شلل الأطفال، وسميت الزجاجة لاحقا باسمها "زجاجة بوفيستكي".[12]

## الحياة الشخصية
نالت بوفيستكي الجنسية الأمريكية في عام 1904. وتوفيت عام 1948، في مدينة موريس ميل، بليزانت فالي، نيويورك، عن عمر يناهز 71 عامًا.

## روابط خارجية
رسالة من أولغا بوفيستكي إلى مارثا تريسي في تاريخ (28 فبراير 1938) في مجموعة جامعة دريكسل.